# Ectophasiopsis arcuata
Ectophasiopsis arcuata är en tvåvingeart som först beskrevs av Jacques-Marie-Frangile Bigot 1876.  Ectophasiopsis arcuata ingår i släktet Ectophasiopsis och familjen parasitflugor. Inga underarter finns listade i Catalogue of Life.